# Kenneth W. Thomas
Kenneth Wayne Thomas (* 1943) ist ein US-amerikanischer Verhaltensforscher, Unternehmensberater und Sachbuchautor.

## Leben und Wirken
Thomas promovierte an der Purdue University in Verwaltungswissenschaften. Er war 1975 Assistenzprofessor für Management an der UCLA, später Professor an der Temple University und der University of Pittsburgh. An der University of Pittsburgh war er zudem Leiter des Promovierendenprogramms. Im Jahr 1992 arbeitete er als Professor für Management an der Naval Postgraduate School in Monterey. Gemeinsam mit Ralph H. Kilmann entwickelte er ab 1974 das Thomas-Kilmann Conflict Mode Instrument (TKI).

## Werke (Auswahl)
- Intrinsic Motivation at Work: Building Energy and Commitment, Berrett-Koehler Publishers; 2. Auflage, 2009. ISBN 978-1-57675-567-9.
- mit Ralph H. Kilmann: Thomas-Kilmann Conflict Mode Instrument. XICOM, 1974.